# Лично-командный чемпионат России по международным шашкам 2010
Лично-командный чемпионат России по международным шашкам 2010 года прошёл в д/о Колонтаево (Московская область) 11 — 20 ноября. Соревнования прошли в основной и быстрой программах.
Соревнования проходили по швейцарской системе: 9 туров у мужчин и 7 туров у женщин. Жеребьёвка по окончании тура производилась с помощью компьютерной программы. Состав мужской команды 3 человека, женской — 2 человека.

## Контроль времени
Игра - с использованием электронных часов. Контроль времени на обдумывание 1 час 20 минут каждому участнику, за каждый ход добавляется по 1 минуте (по системе Фишера) (в основной программе).

## Определение победителей
Места команд в чемпионате определяются по наименьшей сумме мест членов команды. Места спортсменов, учитываемые для командного зачета, определяются только для спортсменов выступающих за команды. В последних двух турах участники одной команды между собой не играют.
В случае равенства используются следующие критерии:
1) наибольшая сумма очков, набранная участниками команды;
2) наилучшее место, занятое на 1 доске.

## Награждение
Команды — победители и призёры Чемпионата награждаются дипломами Министерства спорта, туризма и молодежной политики РФ, а участники команд победителей и призёров награждаются медалями и дипломами Министерства спорта, туризма и молодежной политики РФ.

## Судейская коллегия
Главный судья, арбитр ФМЖД: Мельников А. П., главный секретарь, судья 1 категории: Шаронин В. Б.

## Результаты

### Мужчины
Золото — Тверь. Состав команды: Калмаков Андрей, Бонадыков Сергей, Столяров Андрей.
 Серебро — Башкортостан. Состав команды: Шайбаков Айнур, Мильшин Максим, Федин Сергей.
 Бронза — Санкт-Петербург. Состав команды: Петухов Анатолий, Верховых Александр, Трофимов Иван.
1 место Тверь 18 очков
Калмаков Андрей 3 место
Бонадыков Сергей 10 место
Столяров Андрей 5 место
2 место Башкортостан 23 очка
Шайбаков Айнур 4 место
Мильшин Максим 6 место
Федин Сергей 13 место
3 место Санкт-Петербург 31 очко 28 очков
Петухов Анатолий 14 место 8 очков
Верховых Александр 8 место 10 очков
Трофимов Иван 9 место 10 очков
4 место Удмуртия 31 очко 22 очка
Чижов Алексей 1 место 13 очков
Филимонов Андрей 12 место 9 очков
18 место 0 очков
5 место Саха (Якутия) 33 очка
Гуляев Николай 2 место
Андреев Айсен 15 место
Пермяков Антон 16 место
6 место Москва 35 очков
Костионов Иван 7 место
Калинов Сергей 11 место
Фадеев Сергей 17 место

### Женщины
Золото —  Башкортостан. Состав команды: Елена Мильшина, Валеева Юлия
 Серебро — Саха (Якутия). Состав команды: Собакина Айыына, Никитина Марфа
 Бронза — Москва. Состав команды: Читайкина Елена, Тюрина Мария.
1 место Башкортостан 4,5 очка
Мильшина Елена 1 место
Валеева Юлия 3-4 место
2 место Саха (Якутия) 5,5 очков
Собакина Айыына 2 место
Никитина Марфа 3-4 место
3 место Москва 11 очков
Читайкина Елена 5-6 место
Тюрина Мария 5-6 место